# Baomiavotse Vahinala Raharinirina Douguet
Baomiavotse Vahinala Raharinirina est Maître de conférences à l'Université de Fianarantsoa et une personnalité politique de Madagascar.

## Biographie
Baomiavotse Vahinala Raharinirina est titulaire d’un doctorat de sciences économiques et d’un diplôme d'études approfondies  (DEA) en développement économique social et territorial intégré. Depuis le mois d'avril 2023, elle est conseillère spéciale du président de la République de Madagascar chargée des affaires économiques et du secteur privé. Elle occupait le poste de Directeur de Cabinet du Président de la République de Madagascar de mars 2022 à avril 2023. Lors du remaniement ministériel du Gouvernement Ntsay le 29 janvier 2020, elle est nommée au poste de ministre de l’environnement et du développement durable,,,,.
Avant ce poste politique dans son pays, de 2009 à 2015 elle est enseignant-chercheur à l’Université de Versailles Saint Quentin dans les Yvelines en France et dans des établissements d’enseignement supérieur malgacheet a été chercheur de la commission européenne de février 2012 en mars 2015 pour le projet de recherche sur la justice environnementale, de 2015-2017 elle a été directeur pédagogique de la Terra Institute, puis consultante en RSE du mai 2018 en janvier 2020